# Ваганьковське кладовище
Вага́ньківське кладовище — одне з найобширніших і найвідоміших московських кладовищ. Розташоване в північно-західній частині міста, в районі площі Краснопресненськая застава (вулиця Сергія Макєєва, 15). Сучасна площа 50 га.

## Історія
Кладовище поблизу села Нове Ваганьково було засноване в 1771 р., під час епідемії чуми. Незабаром стало одним із найбільших московських місць масового поховання. Комплекс споруд біля входу утворює архітектурний ансамбль у стилі московського ампіру. Церква Воскресіння Словучого побудована в 1819–1824 (архітектор А. Р. Григорьєв). Четверик храму з двома приділами (Федора Сікеота та Іоанна Милостивого), що сприймаються разом з ним як єдинє ціле, завершений купольною світловою ротондою з невеликим глухим барабаном. Напівкругла абсида храму і знижені абсиди приділів винесені на одну лінію. Із заходу примикають трапезна (престоли Миколая Чудотворця і мучениці Акиліни) та висока 3-ярусна дзвіниця, ускладнена по сторонах двома наметами.

## Поховані На Ваганьківському кладовищі
Категорія:Поховані на Ваганьковському кладовищі

### Декабристи і революціонери
- Бауман Микола Ернестович (1873–1905) — професійний революціонер, діяч більшовицької партії.
- Бєляєв Олександр Петрович (1803–1887) — декабрист, мічман Гвардійського екіпажу.
- Бестужев Михайло Олександрович (1800–1871) — декабрист.
- Бобрищев-Пушкін Павло Сергійович (1802–1865) —  декабрист.
- Фролов Олександр Пилипович (1804–1885) — декабрист, підпоручник Пензенського піхотного полку.

### Політики
- Кива Ілля Володимирович (1977—2023) — народний депутат України, колаборант.
- Юшенков Сергій Миколайович (1950—2003) — депутат Державної Думи Російської Федерації.

### Композитори і музиканти
- Верстовський Олексій Миколайович (1799–1862} — російський композитор і театральний діяч
- Гольденвейзер Олександр Борисович — композитор
- Гулак-Артемовський Семен Степанович (1813—1873) — співак, композитор, драматичний артист, драматург
- Крайнєв Володимир Всеволодович (1944—2011) — піаніст
- Мигуля Володимир Георгійович — композитор і співак
- Свєтланов Євген Федорович  — диригент, композитор і піаніст
- Тальков Ігор Володимирович (1956–1991) — російський співак, композитор, поет.

### Співаки
- Юрій Гуляєв — оперний співак.

### Художники
- Арутчян Мікаел Аветович (1897—1961) — вірменський художник театру, графік.
- Архипов Абрам Юхимович — російський художник
- Пукірьов Василь Володимирович (1818—1890) — живописець-жанрист
- Саврасов Олексій Кіндратович — живописець-жанрист
- Суриков Василь Іванович (1848—1916) — російський художник
- Тропінін Василь Андрійович (1776—1857) — російський живописець, майстер романтичного портрета.

### Актори
- Абдулов Олександр Гаврилович (1953–2008) — радянський та російський актор театру і кіно, народний артист Росії
- Андреєв Борис Федорович (1915—1982)  — радянський кіноактор, народний артист СРСР
- Богатирьов Юрій Георгійович (1947–1989) — російський та радянський актор театру і кіно, народний артист РРФСР
- Віцин Георгій Михайлович (1917–2001) — російський актор кіно
- Висоцький Володимир Семенович (1938–1980 — радянський музикант, актор, поет, автор сотень пісень на власні вірші
- Гарін Ераст Павлович, радянський актор театру і кіно
- Глузський Михайло Андрійович (1918–2001) — актор кіно
- Дворжецький Євген Вацлавович (1960–1999) — російський актор театру і кіно
- Завадський Юрій Олександрович (1894–1977) — російський актор і режисер, народний артист СРСР, Герой Соціалістичної Праці
- Кононов Михайло Іванович (1940–2007) — радянський російський актор театру і кіно,народний артист Росії
- Крепкогорська Муза Вікторівна, радянська кіноактриса
- Ларіонов Всеволод Дмитрович, радянський актор кіно
- Левтова Марина Вікторівна — російська радянська актриса театру і кіно
- Меньшикова Ніна Євгенівна (1928—2007) — радянська і російська кіноактриса, народна артистка РРФСР
- Мішулін Спартак Васильович, радянський і російський актор
- Миронов Андрій Олександрович (1941–1987) — радянський актор театру і кіно, народний артист РРФСР
- Мочалов Павло Степанович (1800—1848) — російський актор
- Ростоцький Станіслав Йосипович (1922–2001) — радянський режисер, актор
- Ростоцький Андрій Станіславович (1957—2002) — радянський російський актор, режисер
- Сазонтьєв Сергій Владиславович (1946–2011) — радянський актор театру і кіно, народний артист Росії
- Соломін Віталій Мефодійович (1941—2002) — російський актор театру і кіно, народний артист Росії (1991)
- Спиридонов Вадим Семенович (1944–1989) — радянський актор кіно, Заслужений артист РРФСР
- Чекан Станіслав Юліанович — радянський актор кіно
- Юматов Георгій Олександрович (1926–1997) — актор кіно

### Вчені
- Забелін Іван Єгорович (1820–1909) — російський історик і археолог. Історик Москви.
- Квітка Климент Васильович (1880—1953) — український музикознавець-фольклорист, чоловік Лесі Українки.
- Марковников Володимир Васильович (1837—1904) — російський хімік-органік.
- Тимірязєв Климент Аркадійович (1843–1920) — російський природодослідник, професор Московського університету, основоположник російської наукової школи фізіологів рослин, член-кореспондент РАН.
- Філатов Ніл Федорович (1847–1902) — російський лікар, засновник російської педіатричної школи.
- Штернберг Павло Карлович (1865—1920) — радянський астроном, революційний і державний діяч.

### Літератори і журналісти
- Гудзенко Семен Петрович — радянський поет
- Вадим Баян (1880- 1966) — поет-футурист[1].
- Даль Володимир Іванович (1801–1872) — російський лікар, автор «Толкового словаря живого великорусского языка».
- Єсенін Сергій Олександрович (1895–1925) — російський поет, один з найпопулярніших і найвідоміших поетів XX століття.
- Лістьєв Владислав Миколайович (1956–1995) — телеведучий і тележурналіст, перший генеральний директор ОРТ, підприємець.
- Окуджава Булат Шалвович (1924–1997) — радянський і російський поет, композитор, прозаїк і сценарист.
- Тинянов Юрій Миколайович (1894–1943) — російський радянський письменник, драматург, літературознавець і критик.
- Янка Купала (1882–1942) — класик білоруської літератури, поет, драматург, Згодом був перезахований у Білорусі.
- Тушнова Вероніка Михайлівна (1915–1965) — російська, радянська поетеса, член Спілки письменників СРСР (1946).
- Янчевецький Василь Григорович — письменник

### Футболісти
Яшин Лев Іванович (1929-1990) — радянський футбольний воротар, заслужений майстер спорту СРСР.

### Інші
Братські могили учасників Бородинської битви 1812 р., жертв ходинської катастрофи, грудневого повстання 1905 р. Над братською могилою воїнів, полеглих на фронтах німецько-радянської війни і померлих в московських госпіталях, споруджено меморіал.
Могили дипкур'єра Теодора Нетте, матроса Анатолія Железнякова. Тут поховані близько 50 Героїв Радянського Союзу (зокрема, полярник Йосип Недзвецький, останні Герої Радянського Союзу Д. А. Комар, І. М. Крічевський, Ст. А. Вусів, що загинули під час серпневих подій 1991 року) і Героїв Соціалістичної Праці.
На кладовищі працював сторожем відомий соціолог і політолог Олександр Тарасов.